# 好梯乡
好梯乡，是中华人民共和国甘肃省陇南市宕昌县下辖的一个乡镇级行政单位。

## 行政区划
好梯乡下辖以下地区：
苟家院村、湾里坝村、麻子沟村、彭家山村、李家坝村、马家山村、磨河坝村和付家庄村。